# Bawełniak
Bawełniak (Sigmodon) – rodzaj ssaków z podrodziny bawełniaków (Sigmodontinae) w obrębie rodziny chomikowatych (Cricetidae). W polskiej literaturze zoologicznej nazwa „bawełniak” była używana dla oznaczenia gatunku Sigmodon hispidus. W wydanej w 2015 roku przez Muzeum i Instytut Zoologii Polskiej Akademii Nauk publikacji „Polskie nazewnictwo ssaków świata” gatunkowi temu przypisano oznaczenie bawełniak szczeciniasty, rezerwując nazwę „bawełniak” dla rodzaju Sigmodon. 

## Rozmieszczenie geograficzne
Rodzaj obejmuje gatunki występujące na terenie Ameryki Południowej, Ameryki Środkowej i w południowej części Ameryki Północnej.

## Morfologia
Długość ciała (bez ogona) 106–245 mm, długość ogona 72–166 mm, długość ucha 14–30 mm, długość tylnej stopy 25–43 mm; masa ciała 50–300 g.

## Systematyka
Rodzaj zdefiniowali w 1825 roku amerykańscy przyrodnicy Thomas Say i George Ord w artykule poświęconym opisowi nowego gatunku i rodzaju ssaków, opublikowanym w czasopiśmie „Journal of the Academy of Natural Sciences of Philadelphia”. Gatunkiem typowym jest (oznaczenie monotypowe) bawełniak szczeciniasty (S. hispidus). 

### Etymologia
- Sigmodon (Symidon): gr. σῖγμα sigma ‘litera Σ’; ὀδούς odous, ὀδóντος odontos ‘ząb’; w aluzji do sigmoidalnego wzoru na zębach trzonowych gdy ich korony są zużyte[12].
- Lasiomys: gr. λάσιος lasios ‘włochaty, kudłaty’; μυς mus, μυος muos ‘mysz’[13]. Gatunek typowy (oznaczenie monotypowe): Lasiomys hirsutus Burmeister, 1854.
- Deilemys: gr. δείλη deilē ‘popołudnie, zmierzch’; μυς mus, μυος muos ‘mysz’[14]. Gatunek typowy (oznaczenie monotypowe): Deilemys toltecus Saussure, 1860.
- Sigmomys: gr. σῖγμα sigma ‘litera Σ’; μυς mus, μυος muos ‘mysz’; w aluzji do podobieństwa do rodzaju Sigmodon[12]. Gatunek typowy (oryginalne oznaczenie): Sigmomys savannarum O. Thomas, 1901 (= Reithrodon alstoni O. Thomas, 1880).

### Podział systematyczny
Do rodzaju należą następujące występujące współcześnie gatunki zgrupowane w dwóch podrodzajach:
| Grafika | Gatunek               | Autor i rok opisu                | Nazwa zwyczajowa        | Podgatunki                      | Rozmieszczenie geograficzne | Podstawowe wymiary                                | Status IUCN |
| ------- | --------------------- | -------------------------------- | ----------------------- | ------------------------------- | --- | ------------------------------------------------- | ----------- |
|         | Sigmodon alstoni      | (O. Thomas, 1881)                | bawełniak trawny        | gatunek monotypowy              | otwarte siedliska od północno-wschodniej Kolumbii do północno-wschodniej Brazylii | DC: 10,6–15,2 cm DO: 7,2–10,2 cm MC: około 74 g   | LC          |
|         | Sigmodon inopinatus   | H.E. Anthony, 1924               | bawełniak ekwadorski    | gatunek monotypowy              | endemit Ekwadoru (znany tylko z wysokich Andów) | DC: 13,6–16,7 cm DO: 7,8–9,9 cm MC: brak danych   | VU          |
|         | Sigmodon peruanus     | J.A. Allen, 1897                 | bawełniak peruwiański   | gatunek monotypowy              | pacyficzna równina nadbrzeżna i przyległe podnóża Andów w zachodnim Ekwadorze i północno-zachodnim Peru                                                                                                 | DC: 12–17,2 cm DO: 7,9–11,6 cm MC: około 72 g     | LC          |
|         | Sigmodon leucotis     | V.O. Bailey, 1902                | bawełniak białouchy     | 2 podgatunki                    | endemit Meksyku (od południowo-zachodniego Chihuahua i południowego Nuevo León na południe do środkowej Oaxaci)                                                                                         | DC: 13,2–15,7 cm DO: 8,4–10,5 cm MC: do 140 g     | LC          |
|         | Sigmodon fulviventer  | J.A. Allen, 1889                 | bawełniak płowobrzuchy  | 5 podgatunków                   | Stany Zjednoczone (południowo-zachodnia Arizona, południowo-zachodni Nowy Meksyk i południowo-zachodni Teksas) i Meksyk (na południe do zachodniego Michoacán)                                          | DC: 13,8–20 cm DO: 10,1–11,8 cm MC: 82–136 g      | LC          |
|         | Sigmodon ochrognathus | V.O. Bailey, 1902                | bawełniak żółtonosy     | gatunek monotypowy              | Stany Zjednoczone (południowo-wschodnia Arizona, południowo-zachodni Nowy Meksyk i zachodni Teksas) i Meksyk (na południe do środkowego Durango)                                                        | DC: 13,2–14,4 cm DO: 8,5–11 cm MC: 50–133 g       | LC          |
|         | Sigmodon hispidus     | Say & Ord, 1825                  | bawełniak szczeciniasty | gatunek monotypowy              | południowo-środkowe i południowo-wschodnie Stany Zjednoczone (od południowej Nebraski i Wirginii) na południe do Meksyku (Nuevo León i Tamaulipas); odizolowana populacja w dolnym biegu rzeki Kolorado | DC: 12,5–23 cm DO: 8,1–16,6 cm MC: 100–225 g      | LC          |
|         | Sigmodon mascotensis  | J.A. Allen, 1897                 | bawełniak aztecki       | gatunek monotypowy              | endemit Meksyku (od południowego Nayarit i południowego Durango na południe do północno-zachodniej Oaxaci, na wschód do zachodniego Hidalgo i zachodniego Puebla)                                       | DC: 12,5–20 cm DO: 7,5–13,8 cm MC: 70–211 g       | LC          |
|         | Sigmodon arizonae     | Mearns, 1890                     | bawełniak arizoński     | 5 podgatunków (w tym 2 wymarłe) | Stany Zjednoczone (wschodnia Kalifornia oraz zachodnia i południowa Arizona) i Meksyk (na południe do zachodniego Durango i Nayarit)                                                                    | DC: 22–24 cm DO: 9,5–15,5 cm MC: 140–300 g        | LC          |
|         | Sigmodon toltecus     | (de Saussure, 1860)              | bawełniak toltecki      | gatunek monotypowy              | wschodni Meksyk (od południowo-wschodniego Tamaulipas na południe do półwyspu Jukatan i zachodniego Chiapas), Belize, północna Gwatemala i północno-zachodni Honduras                                   | DC: 13,8–23 cm DO: 11,2–16,5 cm MC: 70–133 g      | LC          |
|         | Sigmodon alleni       | V.O. Bailey, 1902                | bawełniak pacyficzny    | gatunek monotypowy              | endemit Meksyku (Sierra Madre Zachodnia od południowej Sinaloi do przesmyku Tehuantepec we wscodniej Oaxace)                                                                                            | DC: 13,9–15,2 cm DO: 8,8–12,7 cm MC: do 180 g     | VU          |
|         | Sigmodon hirsutus     | (Burmeister, 1854)               | bawełniak kosmaty       | gatunek monotypowy              | południowo-wschodni Meksyk (wschodnia Oaxaca i Chiapas), na południe do Kolumbii (niziny karaibskie, dolina rzeki Magdalena) oraz północno-zachodnia Wenezuela                                          | DC: 12,5–23 cm DO: 9,2–16,5 cm MC: brak danych    | LC          |
|         | Sigmodon zanjonensis  | G.G. Goodwin, 1932               | bawełniak górski        | gatunek monotypowy              | Meksyk (Chiapas) na wschód przez Gwatemalę co najmniej do zachodniego Hondurasu | DC: 14,6–16,3 cm DO: 10,4–15,1 cm MC: 62–113 g    | NE          |
|         | Sigmodon planifrons   | E.W. Nelson & E.A. Goldman, 1933 | bawełniak stokowy       | gatunek monotypowy              | endemit Meksyku (pacyficzne zbocza Sierra de Miahuatlán) | DC: około 11,9 cm DO: 8,8–11,1 cm MC: brak danych | NE          |

Kategorie IUCN:  LC  – gatunek najmniejszej troski,  VU  – gatunek narażony;  NE  – gatunki niepoddane jeszcze ocenie.
Opisano również gatunki wymarłe:
- Sigmodon bakeri R.A. Martin, 1974[17] (Stany Zjednoczone; plejstocen)
- Sigmodon curtisi Gidley, 1922[18] (Stany Zjednoczone; pliocen)
- Sigmodon holocuspis (Czaplewski, 1987)[19] (Stany Zjednoczone; pliocen)
- Sigmodon hudspethensis Strain, 1966[20] (Stany Zjednoczone; plejstocen)
- Sigmodon libitinus R.A. Martin, 1979[21] (Stany Zjednoczone; plejstocen)
- Sigmodon lindsayi R.A. Martin & Prince, 1989[22] (Stany Zjednoczone; plejstocen)
- Sigmodon minor Gidley, 1922[18] (Stany Zjednoczone; pliocen)